# بريان بيرك (لاعب كرة قدم)
بريان بيرك (بالإنجليزية: Bryan Burke)‏ (3 يناير 1989 بشاطئ نيوبورت في الولايات المتحدة - ) هو لاعب كرة قدم أمريكي في مركز الدفاع. لعب مع Orlando City SC (2010–2014) ‏ وJacksonville Armada FC ‏ ولويسفيل سيتي وKitsap Pumas ‏ وOrange County SC ‏ وOrange County Blue Star ‏.

## وصلات خارجية
- بريان بيرك على موقع قاعدة بيانات كرة القدم.إي يو (الإنجليزية)